# Pegmatite
Le pegmatiti sono rocce filoniane appartenenti alla famiglia del granito e connesse proprio con le intrusioni granitiche, ma nettamente distinte per struttura e, in minor misura, per composizione mineralogica.

## Descrizione

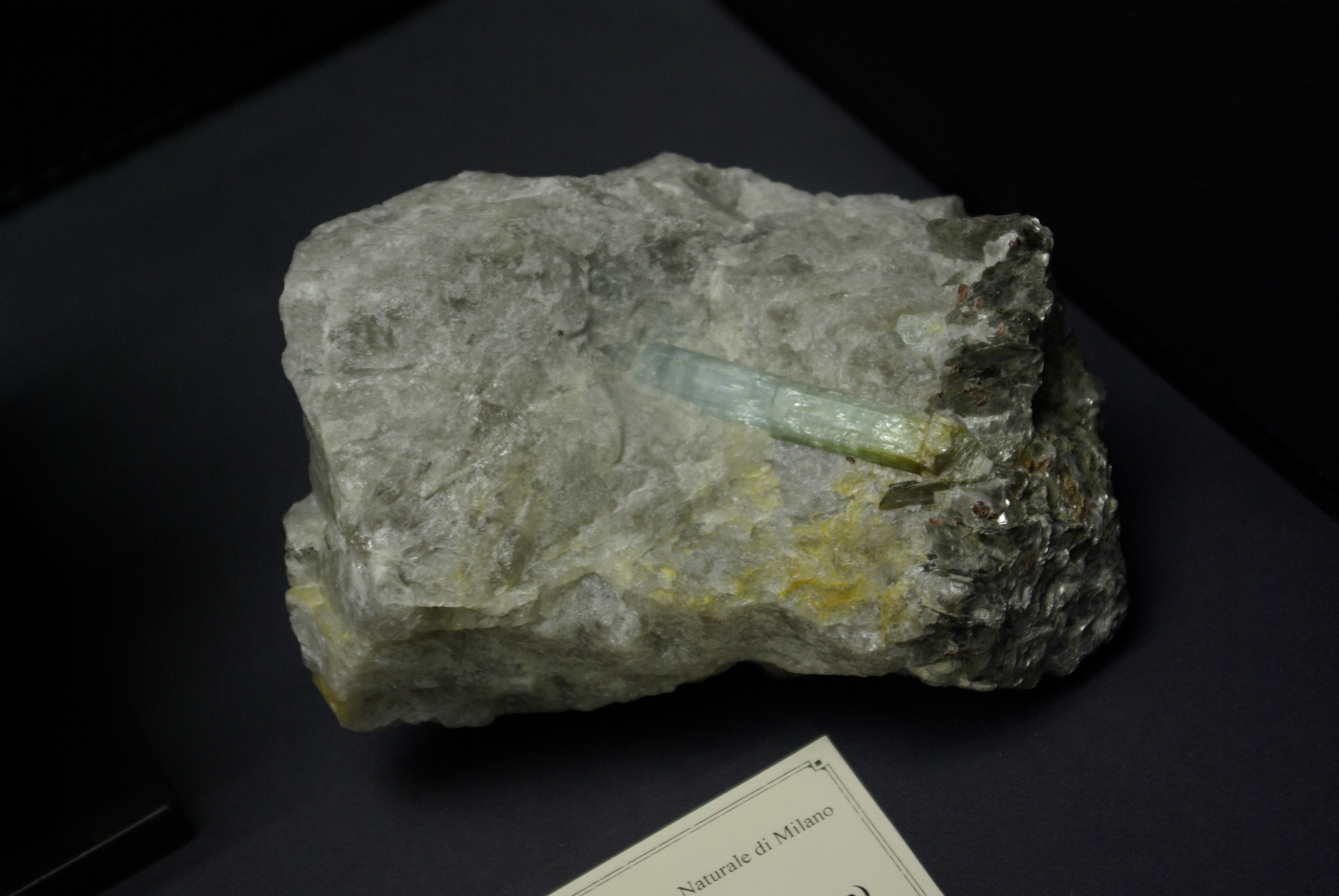
Pegmatite con cristallo allungato di berillo-acquamarina, cristalli lamellari di muscovite e piccoli granati

Si trovano in tozzi filoni lentiformi o in tasche irregolari, sia nelle rocce immediatamente circostanti ad una intrusione granitica, sia nelle parti periferiche dell'intrusione stessa. Sono caratterizzate da una grana cristallina assai grossolana, con cristalli lunghi parecchi centimetri.
La composizione mineralogica delle pegmatiti è simile a quella dei graniti: predomina il feldspato (ortoclasio, microclino, albite) in vaste plaghe che includono cristalli di quarzo spesso in prismi paralleli.
Caratteristici delle pegmatiti sono minerali ricchi in componenti volatili: le miche, per lo più bianche, di tipo muscovitico oppure ricche di litio, come la lepidolite, altri minerali di litio tra cui lo spodumene, la tormalina, la fluorite, l'apatite, la cassiterite, la wolframite e molti minerali uraniferi e di terre rare.
Le pegmatiti si dividono in semplici e complesse, a seconda della scarsità o dell'abbondanza dei minerali accessori; generalmente si osserva che le pegmatiti connesse ad una singola intrusione granitica hanno composizione mineralogica costante.

## Costituzione e struttura
Nelle pegmatiti complesse è di solito presente una zonatura concentrica. La parte esterna, di spessore limitato, ha struttura e composizione aplitica.
In una fascia più interna la grana cristallina aumenta e sono presenti i minerali accessori consueti delle pegmatiti, talvolta in concentrazioni tali da permetterne l'estrazione: i principali minerali utili di questa zona sono la muscovite e il berillo.
I minerali metalliferi utili sono però concentrati nella terza fascia delle pegmatiti, che è talora assente, nella quale la grana cristallina è ancora maggiore: si trovano in questa zona minerali di uranio, torio, litio, cesio, niobio e tantalio. Il nucleo di molte pegmatiti è costituito da lenti di quarzo, talvolta associato ad ortoclasio ma privo di minerali accessori.

## Genesi
Le pegmatiti rappresentano il prodotto della cristallizzazione dell'ultimo residuo fluido ricco di silicati, rimasto dopo la solidificazione della parte principale di una intrusione magmatica. Per questo motivo vi si trovano minerali del cui reticolo fanno parte sostanze volatili (acqua, cloro, fluoro, ecc.) oltre ad elementi con raggio ionico molto diverso da quello degli elementi comuni presenti nelle rocce, e che non hanno potuto trovare posto nei reticoli dei minerali separati nello stadio ortomagmatico (berillio, boro, rubidio, cesio, ecc.).
La grossezza dei cristalli delle pegmatiti è probabilmente dovuta alla bassissima viscosità del fluido silicatico da cui si sono formati i minerali, quindi con grande abbondanza di componenti volatili, e ad un continuo rinnovamento di questo fluido.
Molte pegmatiti mostrano evidenza di azioni metasomatiche consistenti, in sostituzione di minerali già depositati; così le pegmatiti complesse contengono prevalentemente un feldspato albitico, formato per sostituzione di un microclino precedentemente cristallizzato.
Certe pegmatiti sono ricche di cavità miarolitiche prodotte da fenomeni di dissoluzione di alcuni minerali, per esempio, le pegmatiti norvegesi contengono in varie cavità al loro interno dei cristalli di nördenskiöldite.

## Record
Un caso limite della grandezza dei cristalli si può rinvenire in una pegmatite del Dakota, negli Stati Uniti d'America, che contiene cristalli di spodumene, un minerale di litio, lunghi fino a 15 metri, e cristalli di berillo fino a 6 metri, unitamente a cristalli di microclino pertitico del diametro di oltre 1 metro.

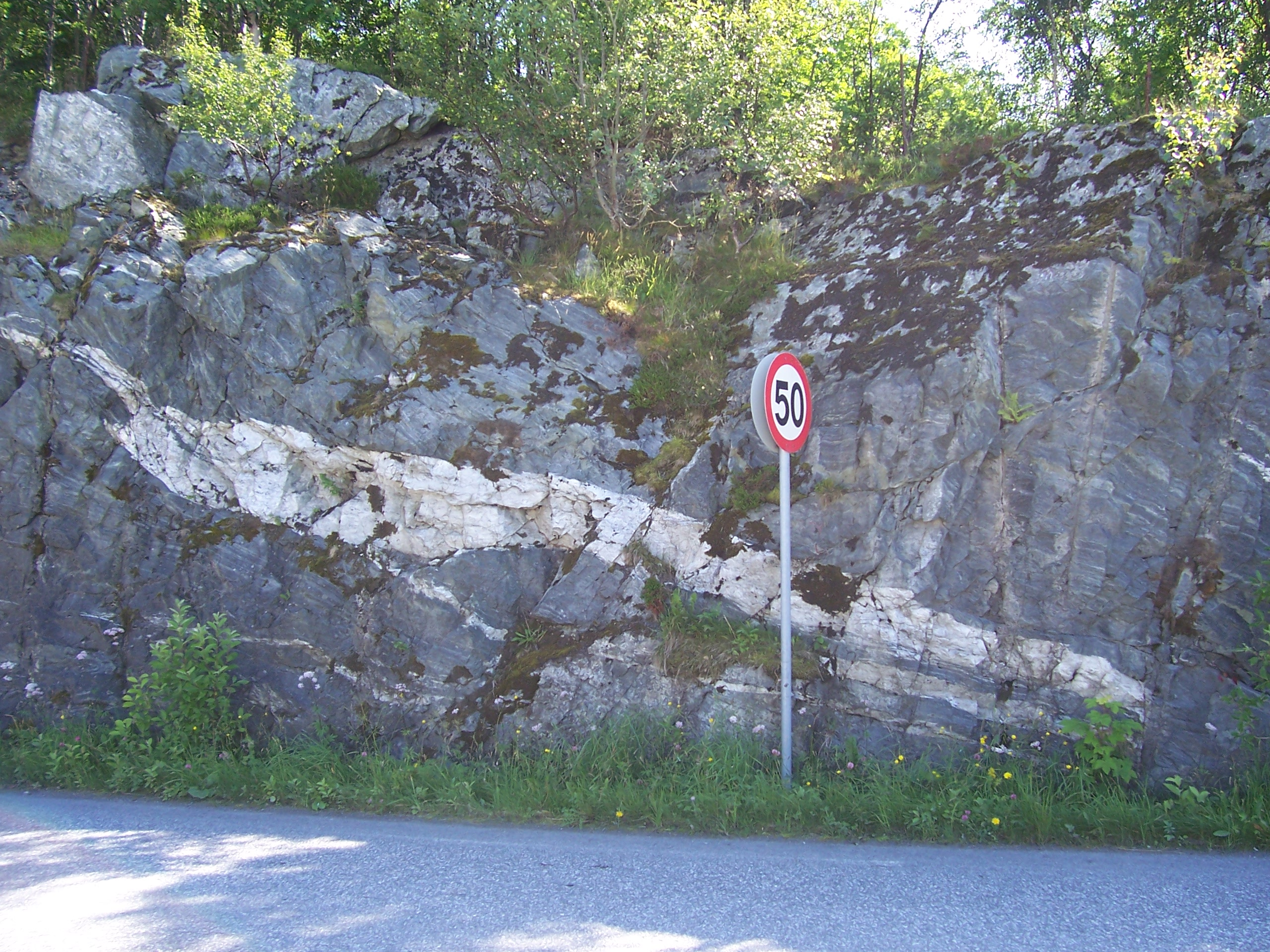
Filone pegmatitico in anfiboliti

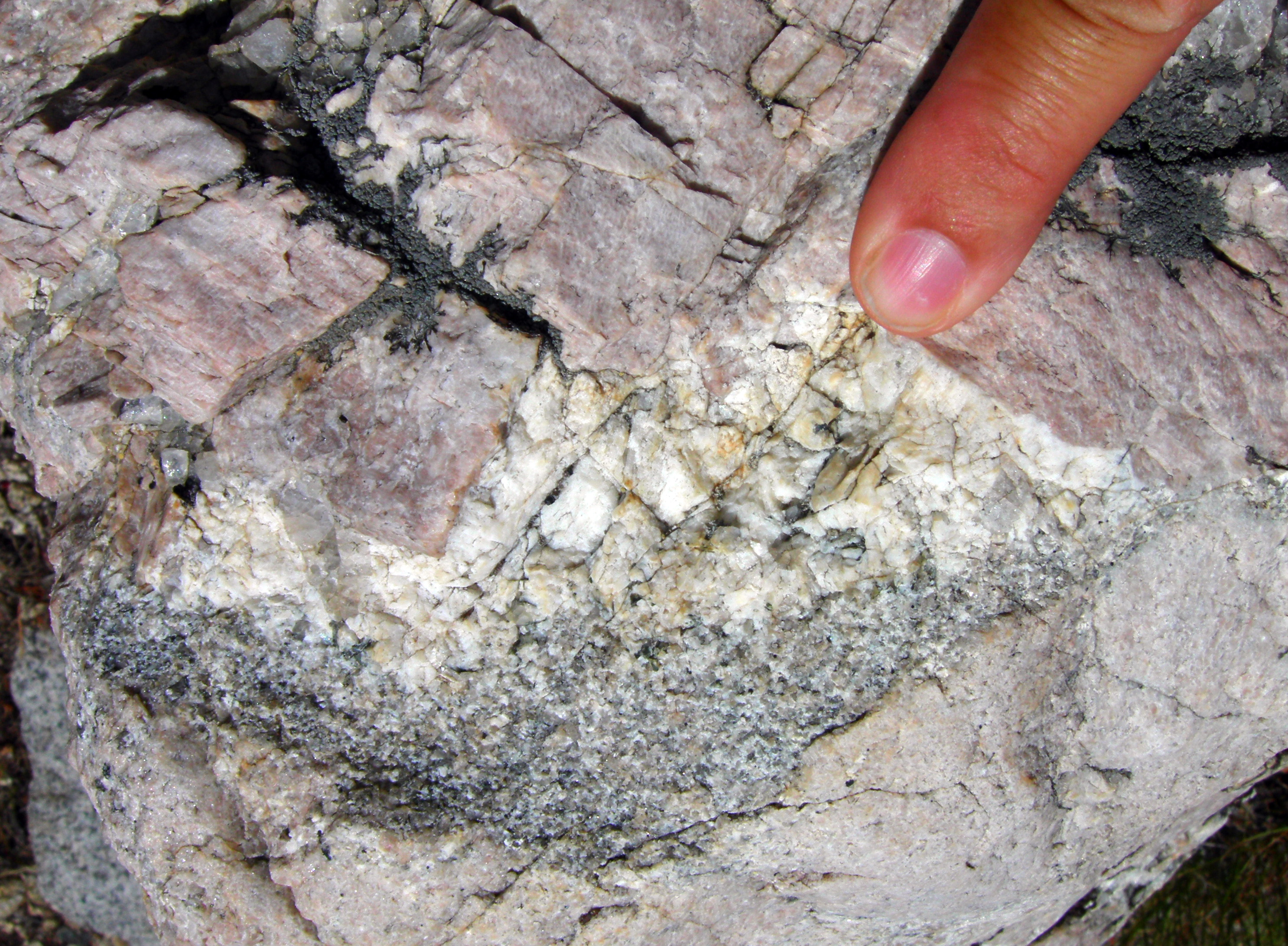
Granito pegmatitico.

## Località di ritrovamento
- Europa: nella Penisola di Kola e nei Monti Urali in Russia; in Cornovaglia;[1]
  - Estonia:Ehalkivi
  - Italia: ad Olgiasca, Piona, nei Monti Legnone e Legnoncino presso il Lago di Como; nell'Alpe Sivigia e a Pizzo Trubinasca nell'Alta Val Codera; a Sondalo nell'Alta Valtellina; nella Bassa Val d'Ossola ed altre località ossolane (Antrona Schieranco, Montescheno, Val Vigezzo); altre località italiane sono: San Piero in Campo, l'isola d'Elba, Tropea, Candoglia, Craveggia e Capo Calavà (Sicilia);[1]
- Altre località di ritrovamento: in California; a Minas Gerais in Brasile ed in Madagascar.[1]